# Nederlandse kampioenschappen schaatsen afstanden 2010 - 1000 meter vrouwen
De 1000 meter vrouwen op de Nederlandse kampioenschappen schaatsen afstanden 2010 werd gehouden op zaterdag 31 oktober 2009. Er waren vijf plaatsen te verdelen voor de Wereldbeker schaatsen 2008/09. Margot Boer en Laurine van Riessen hadden een beschermde status, voor hen volstond een plaats bij de eerste acht voor deelname aan de wereldbeker. Titelverdedigster was Paulien van Deutekom die de titel pakte tijdens de Nederlandse kampioenschappen schaatsen afstanden 2009.

## Statistieken

### Uitslag
| #      | Schaatser            | Tijd       |
| ------ | -------------------- | ---------- |
| Goud   | Annette Gerritsen    | 1.16,83    |
| Zilver | Margot Boer          | 1.17,18    |
| Brons  | Marianne Timmer      | 1.17,26    |
| 4      | Laurine van Riessen  | 1.17,41    |
| 5      | Ireen Wüst           | 1.17,61(2) |
| 6      | Natasja Bruintjes    | 1.17,61(8) |
| 7      | Lotte van Beek       | 1.18,17 PR |
| 8      | Ingeborg Kroon       | 1.18,30    |
| 9      | Thijsje Oenema       | 1.18,89    |
| 10     | Roxanne van Hemert   | 1.19,06    |
| 11     | Janine Smit          | 1.19,24 PR |
| 12     | Linda de Vries       | 1.19,33 PR |
| 13     | Paulien van Deutekom | 1.19,34    |
| 14     | Frederika Buwalda    | 1.19,64(6) |
| 15     | Marrit Leenstra      | 1.19,64(9) |
| 16     | Jorien Kranenborg    | 1.19,89    |
| 17     | Brecht Kramer        | 1.20,06    |
| 18     | Tosca Hilbrands      | 1.20,07    |
| 19     | Elma de Vries        | 1.20,13    |
| 20     | Marit Dekker         | 1.20,25    |
| 21     | Anice Das            | 1.20,58    |
| 22     | Rosa Pater           | 1.21,81 PR |

### Loting
| Rit | Binnenbaan        | Buitenbaan           |
| --- | ----------------- | -------------------- |
| 1   | Jorien Kranenborg | Rosa Pater           |
| 2   | Janine Smit       | Elma de Vries        |
| 3   | Brecht Kramer     | Linda de Vries       |
| 4   | Thijsje Oenema    | Marit Dekker         |
| 5   | Lotte van Beek    | Ingeborg Kroon       |
| 6   | Tosca Hilbrands   | Marianne Timmer      |
| 7   | Frederika Buwalda | Anice Das            |
| 8   | Annette Gerritsen | Laurine van Riessen  |
| 9   | Ireen Wüst        | Marrit Leenstra      |
| 10  | Natasja Bruintjes | Roxanne van Hemert   |
| 11  | Margot Boer       | Paulien van Deutekom |

1987 · 
1988 · 
1989 · 
1990 · 
1991 · 
1992 · 
1993 · 
1994 · 
1995 · 
1996 · 
1997 · 
1998 · 
1999 · 
2000 · 
2001 · 
2002 · 
2003 · 
2004 · 
2005 · 
2006 · 
2007 · 
2008 · 
2009 · 
2010 · 
2011 · 
2012 · 
2013 · 
2014 · 
2015 · 
2016 · 
2017 · 
2018 · 
2019 · 
2020 · 
2021 · 
2022 · 
2023 · 
2024 · 
2025